# Accursius
Pour les articles homonymes, voir Accurse.
Accursius (en italien Accursio ou Accorso da Bagnolo, parfois francisé en Accurse), né à Bagnolo all'Impruneta (Toscane) entre 1181 et 1186, mort à Bologne entre 1259 et 1263, est un jurisconsulte, professeur à l'université de Florence, d'où le surnom qu'il se donne de Accursius Florentinus.

## Biographie
Élève d'Azon, Accursius devient lui-même professeur de droit, poste qu'il occupe pendant une quarantaine d'années. Il est reconnu comme un des grands rénovateurs du droit romain. Il compose, sous le titre de la Grande Glose (Magna glossa) ou Glose ordinaire (Glossa ordinaria), une vaste compilation dans laquelle il réunit les meilleures gloses (commentaires) des jurisconsultes de ses prédécesseurs sur le Code de Justinien. Sa première recension est terminée en 1258. Elle connaît un succès tel qu'on appelle Accursius, de son vivant, l'« idole des jurisconsultes » (advocatorum idolum). Très vite, elle supplante les travaux des précédents glossateurs de l'école de Bologne, d'Irnerius à Azon, et restera très longtemps l'ouvrage de base de toutes les écoles de droit en Occident.
En 1252, Accursius devient conseiller du podestat de Bologne. Il meurt entre 1259 et 1263. Il fait partie des Florentins célèbres dont le conseil de Florence, en 1396, veut rassembler les restes dans la cathédrale, aux côtés de Dante, Pétrarque, Boccace et Zanobi da Strada, mais l'entreprise se solde par un échec. Aujourd'hui, le tombeau d'Accursius et de son fils Franciscus Accursius se trouve à l'extérieur de l'église San Francesco de Bologne.
Il est le père du juriste Franciscus Accursius. On lui attribue également une fille qui, selon la légende, enseigne également le droit et, pour ne pas distraire ses étudiants par sa grande beauté, doit professer voilée ou, selon les versions, derrière un paravent,.